# Florin Piper-Savu
Florin Piper-Savu (n. 6 noiembrie 1979, Alexandria, Teleorman, România) este un deputat român, ales în 2020 din partea PSD. 